# HDi
HDi, acrónimo de high presure direct injection es la denominación comercial utilizada por el Groupe PSA para designar  a sus motores diésel de inyección directa y turbocompresor, dotados de la tecnología common-rail inventada en su día por Magneti Marelli, filial de Fiat. En el caso de PSA los equipos son suministrados por Siemens/Continental, Bosch o Delphi en distintas generaraciones de sus propias versiones de la tecnología common-rail en función de cada motorización. 
En 1998 el Groupe PSA llega a un acuerdo de joint venture con Ford Motor Company para la producción de estos nuevos motores de diésel de inyección directa, motores conocidos como HDi de "segunda generación" en el caso de PSA y como TDCi en el caso de Ford. De este modo los motores montados por las marcas del Groupe PSA son idénticos a los montados por la marca Ford y Volvo cars aunque la denominación comercial varía en cada marca -Tdci en Ford, D4 en Volvo o CRTD en Mazda-. Los motores se montan en las plantas de Trémery y Douvrin en Francia -Groupe PSA- así como en las plantas de Dogenham en Inglaterra y en Skövde Suecia.
En función de los acuerdos comerciales entre ambos grupos y con terceros, mecánicas HDi desarrolladas por PSA han sido montadas por Opel, Fiat, Suzuki, Zastava, Mazda, Volvo, Land-Rover, Jaguar o MINI.
Reciprocamente determinadas motorizaciones montadas por PSA y denominadas HDi provienen de otros fabricantes como Ford o Iveco.

## Antecedentes: los motores PSA de inyección indirecta
Tradicionalmente, los motores diésel ofrecen un rendimiento calorífico superior a los motores gasolina lo que implica un menor consumo, generalmente a cambio de un mantenimiento mayor.
Sin embargo de cara a su utilización en turismos, los motores de combustión interna presentan una importante desventaja frente a los motores de explosión, pues a diferencia de estos el momento exacto en el que se produce la combustión es difícil y costoso de controlar.
Hasta la aparición de los inyectores con actuadores electromecánicos, los motores diésel utilizaban para ello complejas bombas de inyección distribuidoras, en las que la propia bomba era capaz de proporcionar a cada inyector una determinada cantidad de combustible en un determinado momento. Estas bombas, rotativas o lineales, eran sustancialmente distintas de las empleadas en los motores de explosión, puesto que controlaban mecánicamente la duración y la presión de la inyección de cada inyector, funcionando en el caso de las bombas lineales  como auténticos motores invertidos. Al ser los líquidos incompresibles, la presión de salida que proporcionaba la bomba se transmitía a través de cada conducto y era suficiente para vencer la resistencia del muelle del inyector, desplazando la aguja que tapaba la tobera produciéndose la inyección.
Sin embargo el sistema tenía sus limitaciones. En un motor de explosión convencional alimentado por carburador o inyección indirecta, el ciclo de trabajo está controlado con total precisión por una chispa eléctrica y se dispone de la totalidad de la carrera de admisión para realizar la aspiración o la inyección de combustible en el colector de admisión. En cambio en el ciclo diésel el motor solo aspira y comprime aire, debiendo realizarse la inyección exactamente cuando este haya alcanzado la temperatura y presión necesarias. Por esta razón en motores diésel de pequeño tamaño se utilizaban sistemas de inyección indirecta. 
Estos motores recurren a situar el inyector fuera del cilindro, aunque no en el colector de admisión como en los motores de inyección indirecta de gasolina, sino en una precámara comunicada con el cilindro mediante una lumbrera. De este modo durante el ciclo de compresión el aire adquiere la presión y temperatura necesarias en el interior esta cámara, cuya forma es la ideal para que se inicie la combustión que posteriormente se extiende al cilindro a través de la lumbrera. Gracias al empleo de precámara se logran buenas prestaciones con bajas presiones de inyección sin ser necesaria una gran precisión por parte del inyector, que actúa como un simple "tapón" de la presión enviada por la bomba. PSA había desarrollado los motores TUD, XUD y DJ/DK con precámaras esféricas tipo Ricardo-Comet V, referentes mundiales en cuanto a motores de inyección indirecta mecánica.
En motores mayores se venía utilizando desde siempre la inyeccion directa, mediante inyectores o bomba-inyectores situados en el interior del cilindro y cámaras de combustión labradas en la cabeza del pistón, consiguiéndose rendimientos térmicos superiores al no desperdiciarse inútilmente calor a través los conductos de refrigeración de la culata y producirse el frente de la llama en la zona óptima. Sin embargo las presiones requeridas eran mucho mayores y la precisión difícil de lograr, lo que encarecía los equipos de inyección y aumentaba la rumorosidad y vibraciones del motor.

## Popularización de la inyección directa y distintos sistemas de inyección electrónica diésel

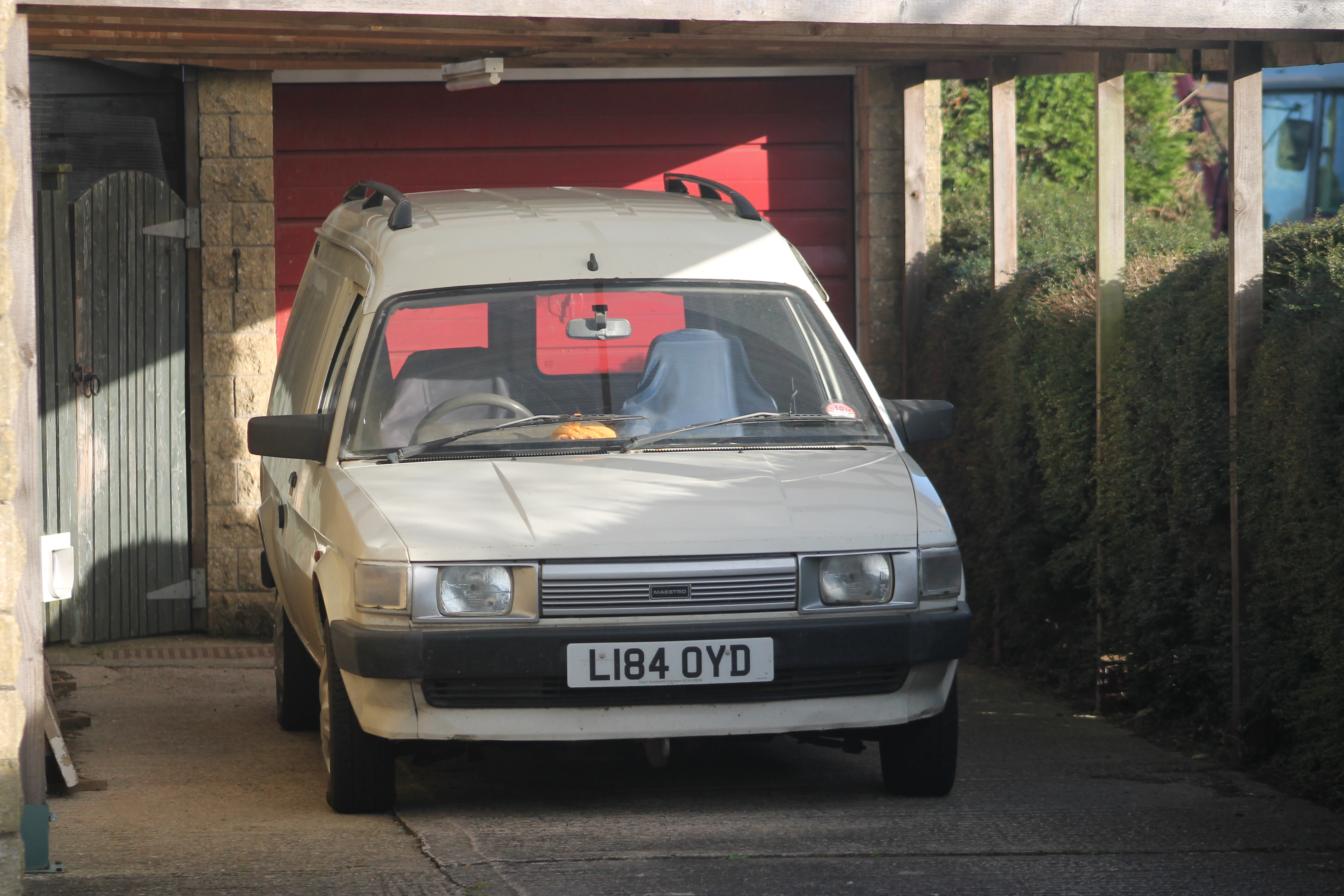
Austin Maestro 700 L Diesel van, primera aplicación de la inyección directa en un derivado de un turismo

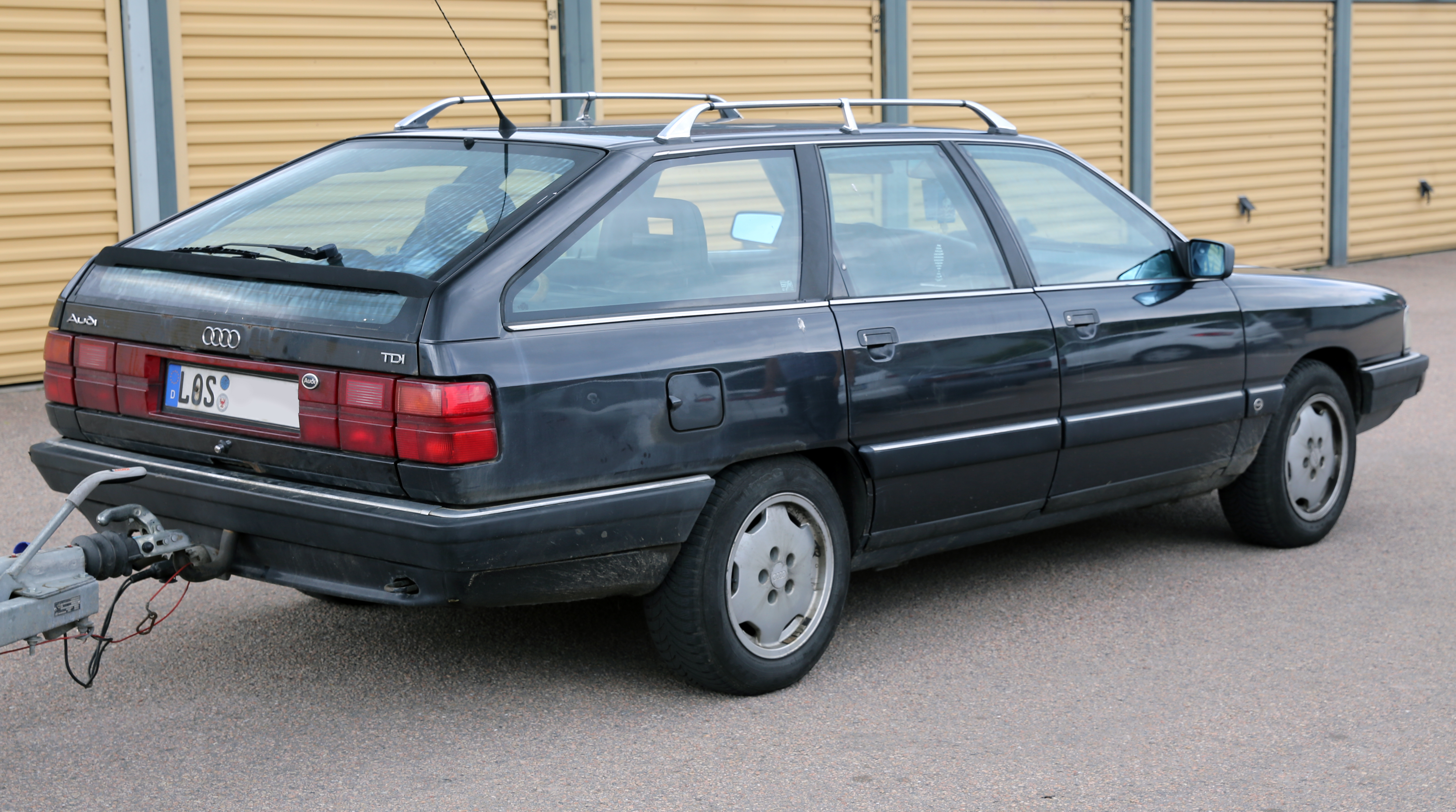
Audi 100, primer vehículo en lucir las siglas TDI

A partir de la segunda mitad de los años 80, los avances en tecnología diésel combinados con la ventajosa fiscalidad del combustible en Europa, donde salvo excepciones no existe combustible profesional, hicieron que las matriculaciones de vehículos diésel se disparasen. En Francia la situación no era nueva y PSA mantenía una cómoda posición dominante basada en sus excelentes TUD, XUD y DJ/DK de inyección indirecta mecánica en todos los segmentos del mercado, desde los pequeños Peugeot 106 a los grandes Citroën XM.
Fuera de Francia sin embargo una serie de acontecimientos precipitan el fin de era de la inyección con precámara, obligando a PSA a posicionarse en el mercado:
- En 1985 Perkins desarrolla el pequeño motor 2.0 MDI de inyección directa con bomba rotativa Bosch sobre la base del motor Serie O de Austin/Rover. Montado inicialmente en el Austin Maestro Van en versión atmosférica, el motor conocido luego como Prima recibiría posteriormente un turbocompresor e introduciría el control electrónico del caudal y el avance de la bomba en sucesivas versiones.
- En 1986 Fiat desarrolla el Fiat Croma 1.9 D i.d con inyección directa mediante una bomba rotativa Bosch VE e inyectores mecánicos, lejano antecedente de los JTD de Fiat.
- En 1989 Audi lanza en el Audi 100 el motor 2.5 R5 TDI, motor de cinco cilindros con inyección directa alimentada por una bomba radial con gestión electrónica del caudal y el avance e inyectores mecánicos de doble fase, capaces de realizar una preinyección mecánicamente. En 1991 aparece la versión cuatro cilindros del motor, dando lugar al 1.9 TDI que haría mundialmente famosa la denominación "TDi" como alternativa prestacional a sus propios "GTI" de gasolina. Con el cambio de siglo VAG comienza a sustituir la bomba radial por dos sistemas distintos, por un lado presenta en 1999 el motor 3.3 V8 TDI con inyección common rail mientras que en el 2000 los motores 1.9, junto con el nuevo 1.4 pasan a utilizar inyectores-bomba controlados electrónicamente, sistema que VAG abandonará en 2009 en favor del common rail en todos sus TDI.

El éxito del concepto TDI llevaría a la industria a registrar múltiples denominaciones similares tales como "HDi", "TDdi", "TDCi", "Di", "CDTi", "dTi", "dCi", "CDI", "JTD", "CRDi", "DI-D", "D4D", etc. En general todas estas denominaciones son, como en el caso de VAG, puramente comerciales, englobando en muchos casos tecnologías totalmente distintas.
- A partir de 1991 BMW introdujo la inyección diésel indirecta controlada electrónicamente tds en el motor M51 de 2.5 litros. Sería el canto del cisne de la tecnología de inyección indirecta en los automóviles de turismo, siendo sustituidos años después por los motores d con inyección directa common rail Bosch similar a la empleada por PSA.

La irrupción del control electrónico para el control de las bombas y posteriormente de los inyectores, supuso añadir a las ventajas tradicionales un consumo de combustible menor (20% menos que un Diésel clásico con prestaciones equivalentes) y un aumento del confort y el placer de conducción. Por su parte el sistema common rail simplifica enormemente el diseño de la bomba inyectora que prescinde de mecanismos de distribución, avance y control del ralentí, mientras que la inyección directa a altas presiones es suficiente para provocar la combustión del gasoil, de modo que las bujías de precalentamiento por lo general no son imprescindibles para el arranque en frío, aunque su funcionamiento se mantiene para contribuir a la reducción de ruidos y facilitar la regeneración de los filtros de partículas.

## Motores HDi

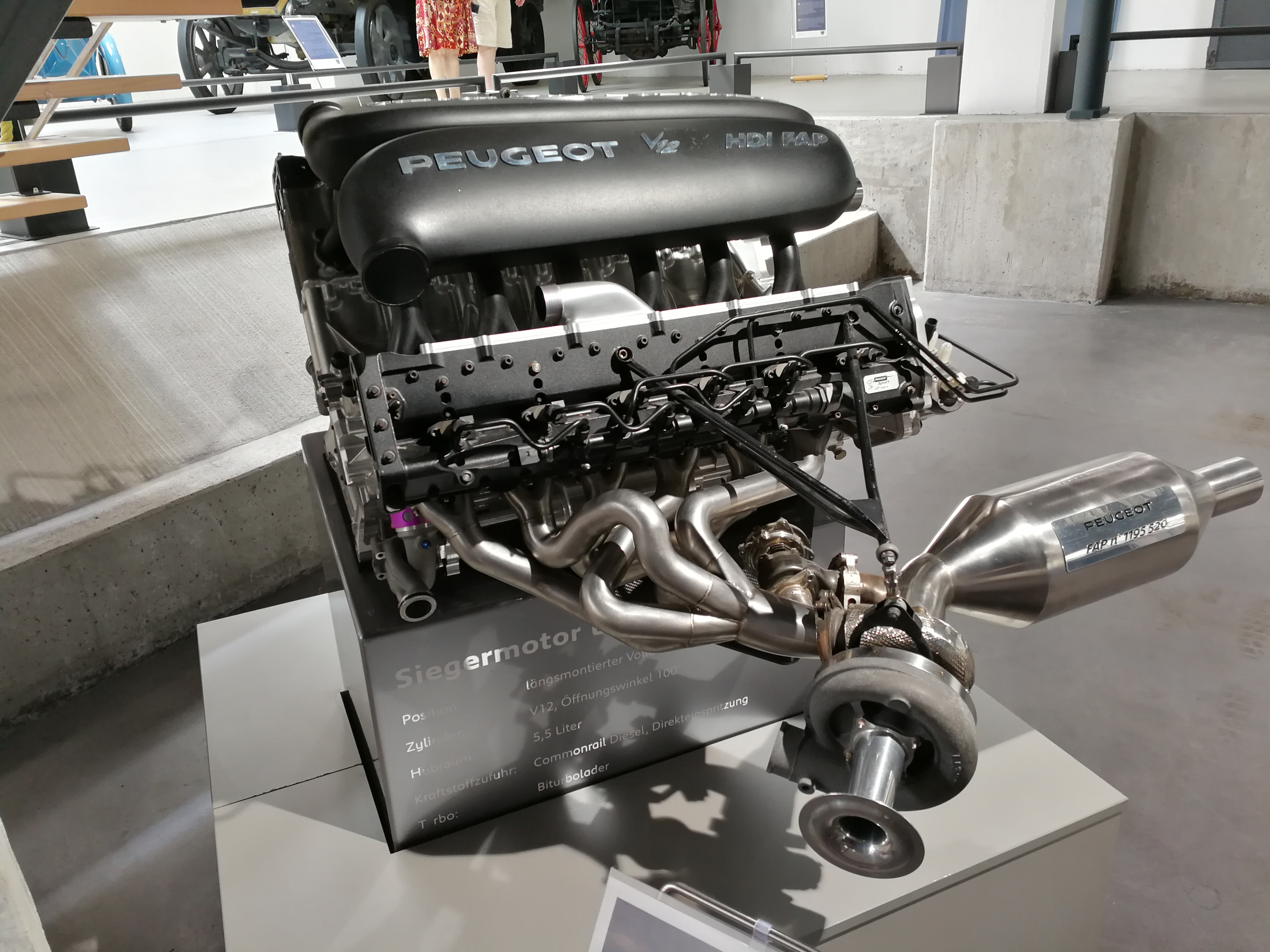
El motor V12 del Peugeot 908 HDi FAP

La aparición de las mecánicas HDi supuso la respuesta del grupo PSA a la proliferación de motores diésel de inyección directa en la última década del siglo XX. Sustituyeron a los populares XUD y TUD , con los que convivirían algunos años. 
Desde su aparición en 1998, el grupo ha utilizado esta denominación comercial en sucesivas generaciones de sus mecánicas diésel de inyección directa. A diferencia de fabricantes como General Motors o VAG que emplearon otros sistemas de inyección (bomba distribuidora o inyector-bomba) en sus primeros diésel de inyección directa, PSA ha utilizado exclusivamente variantes de la tecnología common-rail a lo largo de su evolución.
Gracias a este entonces novedoso sistema, se conseguía por fin independizar la presión de inyección de las revoluciones del motor, uno de los principales inconvenientes de la tecnología diésel tradicional, aumentando tanto el confort como las prestaciones del motor, con hasta un 50% de par motor suplementario a bajo régimen. 
Para ello se recurrió a inyectores activos, capaces de inyectar el combustible almacenado a alta presión en la rampa común según la orden comandada por una centralita electrónica, de modo que el momento -timing- de la inyección dejaba de depender de la bomba de inyección o del árbol de levas como en los motores con bombas distribuidoras o bombainyectores. 
El mecanismo de inyección consiste, como en los inyectores convencionales, en el desplazamiento de una aguja cónica dentro del inyector que al moverse pone en comunicación el circuito de alta presión con unos o varios orificios en la punta del inyector. Sin embargo a diferencia de estos, el desplazamiento de la aguja no se consigue venciendo la resistencia de un muelle mediante el aumento de la presión proporcionada por la bomba sino al contrario, mediante la súbita pérdida de presión en una cámara de control que por diferencia de presiones hace al muelle empujar la aguja. 
Para liberar esa presión de la cámara de control, cada inyector incorpora una electroválvula solenoide o un actuador piezoeléctrico que al abrirse ponen en comunicación la cámara de control con el circuito de retorno, liberando una pequeña cantidad de combustible para elevar indirectamente la aguja durante fracciones de tiempo imposibles de conseguir con medios puramente mecánicos. El sistema era controlado por una centralita electrónica que mandaba a los inyectores la orden de abrirse electrohidráulicamente, con presiones de entre 1350 y 2000 bares según generación y con tal precisión que podía llevarse a cabo no solo la inyección de combustible, sino varias pre y post inyecciones para reducir ruido y vibraciones. 
Mediante este control electrónico de los inyectores, el diseño de la bomba de inyección -ahora denominada "bomba de alta presión"- pudo simplificarse enormemente, multiplicando la presión sin afectar a la fiabilidad. En función del suministrador del equipo de inyección el gasoil era previamente transferido desde el depósito de combustible, bien mediante una prebomba -sistemas Bosch más antiguos- o por succión -sistemas Siemens y Delphi- al contenedor del filtro de combustible, desde donde pasaba a la bomba de alta que proporcionaba una elevada presión de salida a través de un único conducto. El combustible se almacenaba presurizado en un reservorio o "rampa" común para todos los inyectores -el common rail- cuya forma, tubular en los sistemas Bosch o Siemens daba nombre al sistema, aunque otros fabricantes como Lucas o Delphi utilizan reservorios esféricos. 
La rampa era capaz de acumular altísimas presiones -de ahí la denominacíón HDi- con independencia del régimen de giro y de las revoluciones del motor, por lo que se utilizaba en la primera generación Bosch un regulador de caudal de baja y un desactivador del tercer émbolo de la bomba de alta, sustituido en sistemas posteriores con bombas uno o dos émbolos por un regulador de presión de alta -Bosch y Siemens- junto con un regulador de caudal previo -Delphi-. 
Es importante comprender que la inyección se efectúa mediante el desplazamiento de la aguja como en los inyectores convencionales, pero en este caso el control del tiempo de apertura se lleva a cabo mediante la diferencia de presión entre el combustible que se encuentra en la cámara de inyección y el almacenado en la pequeña cámara de control conectada con el circuito de retorno. La válvula se abrirá para vaciar la cámara de control permitiendo el desplazamiento de la aguja durante el lapso de tiempo que la válvula esté abierta. Por tanto, el sistema se completa con un circuito de de retorno del gasoil empleado para controlar la inyección y en su caso con los circuitos de retorno de los reguladores de caudal de baja o presión de alta, junto con sensores de caudal, temperatura y/o presión y calentador del combustible almacenado en el receptáculo del filtro.
De este modo, a diferencia de los antiguos sistemas basados en bombas distribuidoras en las que la aguja bajaba para inyectar en función de la presión recibida desde la bomba, los inyectores puede inyectar cualquier cantidad de gasoil según la orden comandada por la centralita sin depender directamente del régimen de giro o la carga motor. Por otra parte al no depender del timing del árbol de levas como en los inyectores-bomba, pueden realizarse varias pre y post inyecciones para reducir emisiones y ruidos.

### Primera generación: Motores DW 2.0 y 2.2 HDi
Se comercializó únicamente en dos cilindradas, DW10 de 2.0 litros y DW12 de 2.2 litros en sustitución de los XUD9 y XUD11 de 1.9 y 2.1 litros.

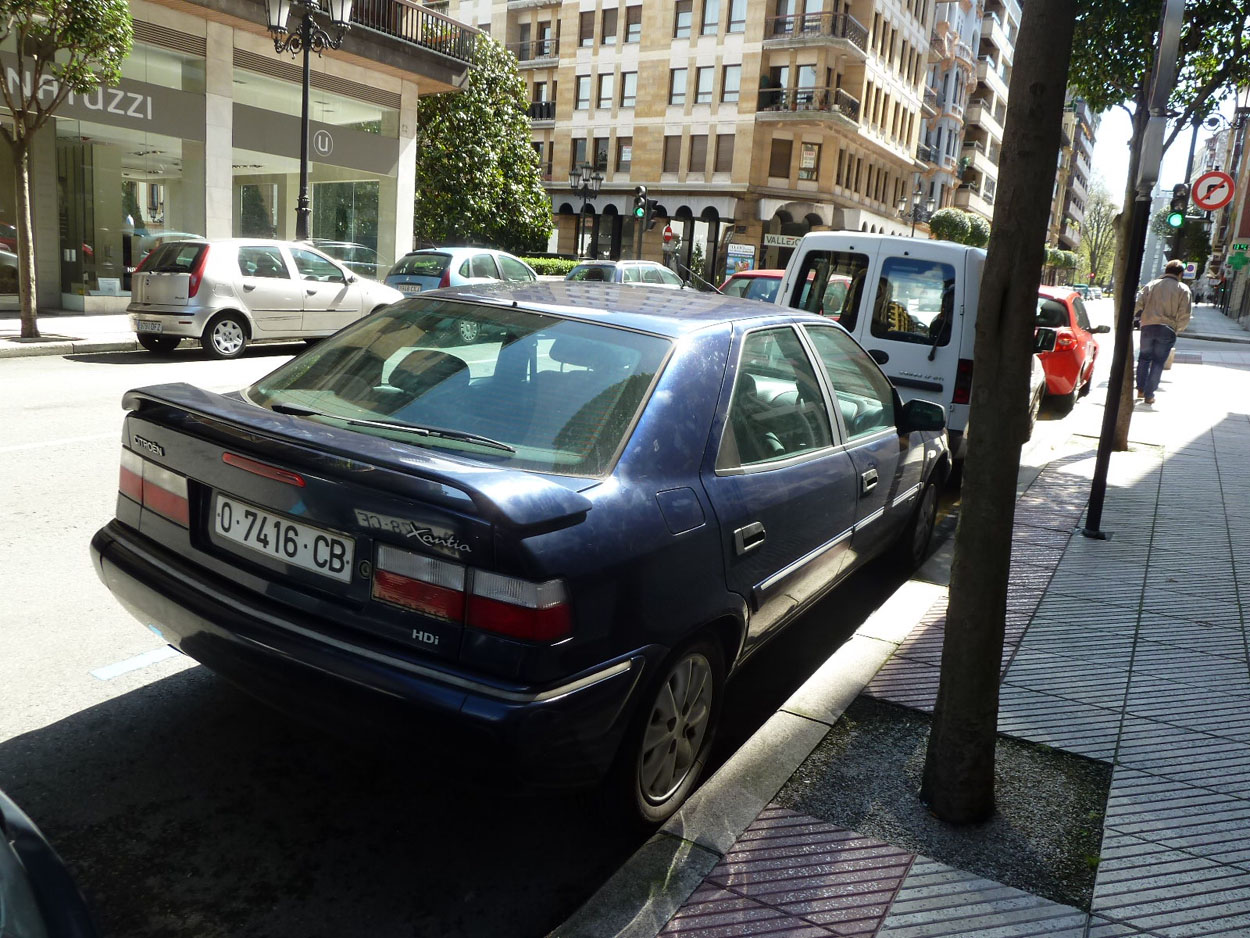
Citroën Xantia HDi 1999

Debutó en 1998 en Citroën Xantia en versión 2.0 HDi 8v 110 cv "RHZ" con inyección Bosch EDC15 y turbo fijo, extendiéndose inmediatamente a los Citroën Xsara y Xsara Picasso, a los Peugeot 206, 306 y 406 y a la primera generación de Eurovan. Fue seguido ese mismo año por la variante de 2.0 Hdi 8v 90 cv "RHY" con gestión mecánica la de presión del turbo de enorme éxito comercial que montó también el Suzuki Vitara. Con la introducción de la red de multiplexado VAN-bus de PSA la inyección pasa a ser indistintamente Bosch EDC15C2 o Siemens AG SID 801, mientras que sólo para el más potente aparece una versión con FAP -"RHS"- para cumplir con la normativa Euro 3 que rendía 107 cv.
En 1999 aparece el motor 2.2 HDi 16v de 133 cv "4HX" en el Peugeot 607, con culata de 16 válvulas, inyección Bosch, turbo de geometría variable y -por primera vez en un turismo- FAP con aditivo eolys a base de cerina de serie. Se montaría también en los Peugeot 406 y Citroën C5.
En 2002, se desarrolla una familia multiválvulas del del DW10 específica para los productos de Sevel Nord (los nuevos Eurovan 2 y la furgoneta media de PSA) que también montarían los Suzuki Vitara y Grand Vitara. La variante 2.0 HDi 16v "RHW" con culata de 16 válvulas, inyección Bosch y turbo fijo rendía 110 cv (107 cv en las versiones "RHT"/"RHM" con FAP opcional) mientras que sólo para vehículos comerciales hubo disponible una versión 2.0 HDi 8 válvulas "RHX" de 94 cv.
En los monovolúmentes el DW12 "4HW", siempre con 16 válvulas, inyección Bosch, turbo de geometría variable y FAP, baja ligeramente su rendimiento respecto del "4HX" hasta los 128 cv. 
Igualmente la gama de vehículos comerciales grandes de Sevel Sud recibe ese mismo año una nueva familia de motores HDi de 8 válvulas en ambas cilindradas, DW10 2.0 HDi 84 cv "RHV" y DW12 2.2 HDi 100 cv "4HY".
Los vehículos del grupo Fiat con estos motores fueron denominados comercialmente 2.0 JTD, 2.0 16v JTD, 2.2 JTD y 2.2 16v JTD.
La primera generación de motores HDi comparte múltiples componentes de inyección Bosch o Siemens con mecánicas de otros fabricantes como los "d" de BMW, los JTD unijet de Fiat, los CDI de Mercedes y los Renault en sus primeros dCi.

#### Generaciones posteriores: motores DV 1.4, 1.5 y 1.6, DW 2.0 y 2.2 y DT 2.7 y 3.0 HDí
La segunda generación sustituyó tanto a los motores TUD como a la primera generación de HDi de PSA. Se comercializaron a partir de 2003 con la mirada puesta en el cumplimiento de la norma de control de contaminación Euro 4 (vigente desde el 1 de enero de 2006).
Aparecen inicialmente sobre las cilindradas 2.0 -DW10- y 2.2 -DW12- de los HDi de primera generación sobre los se benefician de una mayor potencia y un mayor par con unos consumos similares, así como de una declinación industrial del motor 2.2 denominada Puma 16V. 
Posteriormente aparece la gama de motores de bajas cilindradas 1.4 -DV4- y 1.6 -DV6- para sustituir a los TUD.
Emplean también sistema common rail suministrado ahora por Bosch EDC1634, Siemens/Continental SID 802/803 o Delphi DCM3.4, con inyectores piezoeléctricos en vehículos con inyección Siemens o inductivos en los sistemas Bosch y Delphi, turbos de geometría variable y se popularizaron las culatas multiválvulas. Igualmente se universaliza el uso del volante motor bimasa ya presente en algunas aplicaciones de la primera generación.
En Ford, la tecnología equivalente de estos motores diésel se conoce como TDCI. No se ofrecen con potencias y pares estrictamente idénticos a los HDi del grupo PSA, aunque son sustancialmente similares. El desarrollo y fabricación del motor motor V6 2.7 DT17 corrió a cargo de Ford en solitario en la planta inglesa de Dagenham. 
Estos motores están presentes bajo el capó de muchas marcas: Peugeot, Citroën, Ford, Volvo, Mazda pero también Jaguar y Land Rover, estas dos últimas marcas siguen perteneciendo al grupo Ford durante el desarrollo de estos motores. El Mini recuperó el 1.6 HDi en su versión de 110 caballos pero con una caja de cambios desarrollada por BMW.

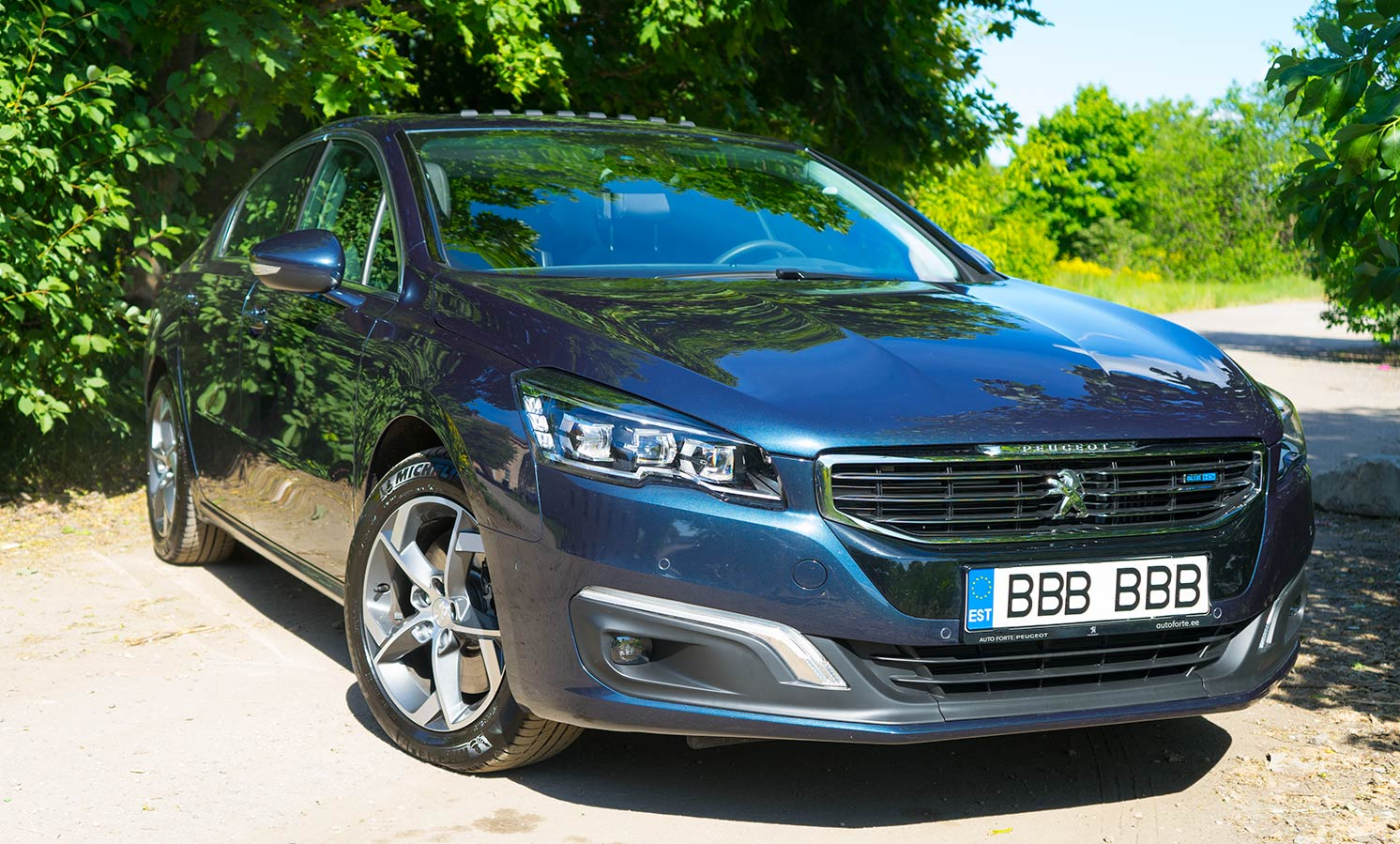
Peugeot 508 luciendo el logo Blue HDi, 2015

En 2009 todos los motores pasan a cumplir con la normativa antipolución Euro 5, suponiendo la implantación junto al catalizador, ya presente en la generación anterior, de un FAP optimizado en todos los motores así como modificaciones en las culatas, reduciéndose la compresión e implantándose una inyección delphi capaz de inyectar hasta 2000 bares. El motor 2.7 aumenta su cilindrada hasta los 3.0 litros
En el año 2012 Ford sustituyó los motores de 1.4 L y 1.6 L por un 1.5 L de origen propio debido al acercamiento de PSA a General Motors que culminó con la compra de Opel por el grupo galo. 
El deterioro de la relación entre las marcas llevó a cada grupo a diseñar sus propios motores, lanzando PSA su propio 1.5 L en el año 2018. La posterior fusión de PSA con el tercer gigante americano Chrysler, ya en manos de Fiat Chrysler Automobiles y la pérdida de mercado de las mecánicas diésel han reducido paulatinamente la gama de mecánicas HDi.
A partir de 2013 comienza la transición a la normativa Euro 6 con lo que la denominación comercial pasa a ser BlueHDi en referencia a la implantación de la adición de AdBlue para reducir las emisiones de óxidos de nitrógeno (NOx). 
Desaparecen paulatinamente los motores 1.4, 1.5, 2.2 y V6, concentrándose la gama en los motores 1.6 BlueHDi con 75/90/110 ó 115 cv y en el 2.0 BlueHDi con 135/150 ó 180 cv.

## Ventajas e inconvenientes de las tecnologías empleadas en los motores HDi, problemas conocidos
Desde su presentación en 1998, los motores HDi apostaron por la tecnología common rail -solo un año después de la aparición del primer turismo dotado de inyección common rail, el Alfa 156 JTD- que ha terminado imponiéndose a las alternativas utilizadas por la competencia. 
Frente a la inyección mediante bomba distribuidora e inyectores mecánicos empleada inicialmente por Ford en sus TDDi, Opel en sus Dti o Vag en los TDI originales, los motores common-rail se beneficiaron del uso de un reservorio de combustible presurizado y de inyectores activos gestionados por una centralita electrónica y accionados electromecánicamente. Esta tecnología supone una diferencia radical de cara al usuario, pues:
- Gracias al acumulador la presión de inyección deja de ser proporcional al régimen de giro, de modo que es posible inyectar dentro de un amplio rango incluso a bajas revoluciones, permitiendo una afluencia de par superior en la parte baja del cuentavueltas.
- Por otra parte la actuación electromecánica de los inyectores logra una precisión de dosificación incomparable, permitiendo varias pre y post inyecciones (de ahí la denominación "multi"-jet de la segunda generación de JTD de Fiat), que se traduce en una suavidad imposible de lograr por medios mecánicos.
- El diseño de la bomba que alimenta la rampa, denominada "bomba de alta presión", es comparativamente sencillo pues prescinde de mecanismos de distribución, avance y control del ralentí.

Por contra, el funcionamiento de la inyección directa mediante bomba distribuidora es similar al de inyección indirecta tradicional pero trabajando a una presión mucho mayor. Consta de una bomba de inyección que distribuye a cada una de las tuberías de los inyectores una determinada cantidad de gasóleo en un determinado momento y de unos inyectores pasivos que se abren o cierran en función de la presión enviada por la bomba. Para ello se basan en el principio de incompresibilidad de los líquidos y en la tensión del muelle del inyector. Cuando la bomba inyecta, la presión se transmite por el conducto venciendo la resistencia del muelle haciendo que se eleve la aguja y se produzca la inyección.
Estos motores no pudieron despegar hasta que Bosch desarrolló sus primeras bombas VE radiales para inyección directa, más simples que las antiguas bombas lineales y que permitían incorporar válvulas electrónicas para la gestión del caudal y del avance. Sin embargo presentan desventajas insalvables frente al common rail:
- Los inyectores mecánicos son pasivos y por tanto su capacidad para realizar pre y post inyecciones es muy limitada. Bosch desarrolló los inyectores en dos fases mediante un doble muelle para realizar mecánicamente una preinyección, insuficiente a la hora de reducir ruidos y reducir consumos y sobre todo incapaz de cumplir con los requerimientos anticontaminación más exigentes.
- Las bombas distribuidoras están limitadas la hora de regular la presión de inyección en función de la carga motor, pues al no tener acumulador la presión es proporcional al régimen de giro, debiendo recurrir a aumentar el caudal para acelerar lo que genera inevitablemente un retraso. Por el contrario en los motores common rail la presión de inyección no depende del régimen de giro, generando una afluencia de par motor de hasta un 20% suplementario a bajo régimen.
- Las bombas distribuidoras para inyección directa trabajan a presiones muy superiores a las de las bombas para inyección indirecta, por lo que eran más ruidosas y en algunos casos menos fiables que aquellas o que la sencilla bomba de alta presión de los sistemas common-rail.

El mítico motor 1.9 TDI de primera generación, con bomba distribuidora, de VAG es un ejemplo de este tipo de motores, bueno en términos de consumos y fiabilidad pero incapaz de adaptarse a la normativas anticontaminación modernas y de tacto muy áspero.
Dadas las limitaciones del sistema, VAG optó en solitario por adoptar la inyección mediante Inyector unitario que también venía siendo usada desde antiguo en aplicaciones industriales. El accionamiento mecánico para lograr la presión necesaria es producido por un émbolo integrado en el inyector empujado por una leva o balancín desde un árbol de levas, que puede o no ser el mismo que el encargado de la apertura y cierre de las válvulas. En el caso de VAG los inyectores equipaban un actuador piezoeléctrico que abría el circuito de retorno para permitir elevar la aguja por diferencia de presiones como en los inyectores common rail.
Las ventajas de este tipo de inyección ya en desuso eran su elevada presión de inyección (hasta 2.300 bar frente a los 1.500 de los inyectores common rail coetáneos), permitiendo una mejor pulverización del gasoil con una relación prestaciones/consumo insuperable, junto a la ausencia de línea de alta presión lo que simplificaba el diseño de los equipos. Sin embargo también presenta desventajas frente al common rail, por lo que VAG dejó de utilizarlo a partir de 2010:
- Problemas de fiabilidad relacionadas con el diseño de los árboles de levas
- Sobrecosto sobre los sistemas common-rail a medida que estos se estandarizaban
- Los bomba-inyectores pese a ser capaces de presiones de inyección más elevadas no cuentan con un reservorio de presión, sino que esta depende de la posición de la leva. Esto limita la flexibilidad a la hora de realizar pre y post inyecciones, dificultando la superación de las normativas anticontaminación más exigentes y dando al motor su característico tacto "deportivo", apenas menos áspero que el de la inyección puramente mecánica.

Frente a ambos sistemas, la simplicidad general de la bomba de alta presión y la fiabilidad y flexibilidad que pese a reticencias iniciales han demostrado los inyectores de actuación electromagnética o piezoeléctrica han hecho que el sistema common-rail se universalice.
En el caso de las motorizaciones HDi de PSA además se dispuso de un sistema de control de emisiones mediante catalizador y FAP con aditivo eolys a base de cerina mucho más económico de reparar que los sistemas de Filtro antipartículas puramente pirolíticos sin aditivo de la competencia. En el caso de los vehículos PSA, gracias a la utilización del aditivo el filtro se encuentra detrás del catalizador en un lugar fácilmente accesible, siendo el cartucho además fácilmente sustituible. A cambio es necesaria la reposición de aditivo y del cartucho cada determinado número de kilómetros.  
Los HDi superaron a sus antecesores, los excelentes TUD y XUD de PSA, estando no solo a la par de los motores gasolina sino incluso superándolos en aceleración/recuperación y también en relación cilindrada/potencia convirtiéndose en mecánicas aspiracionales en términos de mercadotecnia -un ejemplo sería la mecánica 2.2 HDi de 205 CV que utilizó el Peugeot 508-.
No obstante los motores HDi no han estado exentos de problemas, algunas de sus averías características fueron:
- Deterioro prematuro de los inyectores piezoeléctricos Siemens en la primera generación de modelos.
- El coste de los inyectores common-rail, especialmente los de actuación piezoeléctrica es superior al de los inyectores mecánicos para inyección directa y muchos referencias no son reparables.
- Imposibilidad de extraer los inyectores para su reparación al quedarse soldados a las culatas -particularmente en los motores 16 válvulas de la primera generación-
- La presión necesaria en la rampa común para permitir el arranque era realmente alta en las primeras aplicaciones -de al menos 300 bares-, lo que provoca arranques difíciles frente a sistemas con canalizaciones directas entre el equipo de inyección y el inyector.
- Problemas recurrentes relacionados con la gestión del FAP y de la adición con cerina -eolys-
- Motores BlueHDi: Fallo recurrente en el sistema de urea del aditivo AdBlue

Algunos de los principales modelos que han utilizado mecánicas HDi:
Peugeot: 206, 207, 208, 306, 307, 308, 406, 407, 408, 508, 806, 807, 2008, 3008, 5008, Partner, Expert, Boxer, etc.
Citroën: Xantia, Xsara, Xsara Picasso, Berlingo, Jumpy, Jumper, C1, C2, C3, C4, C4 Picasso, C5, C6, C8, etc.
Suzuki: Vitara y Grand Vitara
Zastava: Florida HDi
Sevel Nord: Fiat S.p.A. y Groupe PSA:Eurovan (Sevel) en sus dos generaciones y Furgoneta mediana (Sevel) en sus tres generaciones
Sevel Sud: Fiat S.p.A. y Groupe PSA: Furgoneta grande (Sevel) en su segunda y tercera generación
Los motores existentes a lo largo de las distintas HDi son: 1.4 de 70CV; 1.6 de 75CV, 90CV y 110CV; 2.0 de 90CV, 110CV (en el caso de la Peugeot 807 y Citroën C8), 138CV, 150CV, 165 CV; 2.2 (y anteriormente 2.7) de 136CV: 3.0 V6 de 240CV. Los 1.4, los 1.6 de 75 y 90CV  el 2.0 de 90CV y 110CV con turbo de geometría fija, mientras que el resto de los motores HDi tienen turbo de geometría variable.
Con respecto al medio ambiente, logran una disminución de emisiones nocivas, ya que las emisiones de humos son casi nulas en el 95% de los regímenes de utilización del motor. También se logran reducciones de un 40% en monóxido de carbono y de un 60% en emisión de partículas. 
Actualmente los recientemente desarrollados motores Blue HDi que funcionan con AdBlue presentan un mayor rendimiento, mejorando la relación cilindrada/potencia con una simultánea reducción de emisiones y consumos (sobre este último ítem se obtiene una merma del orden del 20%).